# رباط پشتی تاسی‌ناوسان
رباط پشتی تاسی‌ناوسان (انگلیسی: Dorsal cuboideonavicular ligament) یک نوار فیبری و رباط پشتی است که سطوح پشتی استخوان‌های تاسی و ناوسان را به هم متصل می‌کند.